# 1403
Il 1403 (MCDIII in numeri romani) è un anno  del XV secolo.

## Eventi
- 12 gennaio – Terremoto a Belluno: Le Alpi orientali (soprattutto Belluno) vengono colpite da un terremoto. Si stima che il sisma abbia avuto una magnitudo 4.7 gradi Richter e intensità 6.
- 23 marzo – Sacco di Stříbrná Skalice da parte dell'imperatore Sigismondo d'Ungheria.

## Nati
- 2 gennaio - Bessarione, cardinale, umanista e filosofo bizantino († 1472)
- 19 febbraio - Giacomo Badoer, politico e mercante italiano
- 22 febbraio - Carlo VII di Francia, sovrano († 1461)
- 3 giugno - Diotisalvi Diotisalvi, politico italiano († 1482)
- 11 giugno - Giovanni IV di Brabante, duca († 1427)
- 1º settembre - Ludovico VIII di Baviera-Ingolstadt, nobile tedesco († 1445)
- 25 settembre - Luigi III d'Angiò, principe francese († 1434)
- 26 dicembre - Giovanni di Paolo Rucellai, mercante, umanista e scrittore italiano († 1481)
- Filippo Calandrini, cardinale e vescovo cattolico italiano († 1476)
- Giovanni IV di Trebisonda, imperatore bizantino († 1459)
- Elisabetta di Brandeburgo, principessa († 1449)
- Guillaume d'Estouteville, cardinale, arcivescovo cattolico e abate francese († 1483)
- Ferdinando I di Braganza, conte († 1478)
- Onorata Rodiani, pittrice e militare italiana († 1453)
- Sara Khatun, principessa azera († 1465)
- Stefano Pendinelli, arcivescovo cattolico italiano († 1480)
- 'Ali al-Qushji, astronomo, matematico e fisico turco († 1474)

## Morti
- 3 febbraio - Luigi Guicciardini, banchiere e politico italiano
- 8 marzo - Bayezid I, sultano ottomano (n. 1360)
- 30 marzo - Giovanni Sensi, religioso italiano
- 10 maggio - Katherine Swynford, nobile (n. 1350)
- 1º giugno - Siraj al-Din al-Bulqini, giurista egiziano (n. 1324)
- 21 luglio - Henry Percy, cavaliere medievale inglese (n. 1364)
- 23 luglio - Thomas Percy, I conte di Worcester, nobile inglese (n. 1343)
- 13 agosto - Smil Flaška di Pardubice, poeta e politico ceco (n. 1349)
- 6 ottobre - Pierre de la Vergne, cardinale francese
- 27 ottobre - Martín de Zalba, vescovo e cardinale spagnolo
- 20 novembre - Giovanna di Navarra, nobildonna (n. 1339)
- Arcoano Buzzaccarini, nobile, militare e politico italiano (n. 1330)
- Carlo Visconti di Parma, nobile italiano (n. 1359)
- Giovanni Dardel, vescovo e storico francese
- Giacomo Dolfin, nobile, politico e militare italiano
- Eleonora d'Arborea
- İsa Çelebi, principe ottomano (n. 1380)
- Abd al-Karim al-Jili, mistico iraniano (n. 1366)
- Niccolò da Bologna, miniatore italiano (n. 1325)
- Ottone X di Weimar-Orlamünde, nobile tedesco
- Angelo Ricasoli, vescovo cattolico italiano
- Hugues de Saint-Martial, cardinale francese
- Pere de Santcliment, vescovo cattolico spagnolo (n. 1367)

## Calendario
| Calendario 1403 | Calendario 1403 | Calendario 1403 | Calendario 1403 | Calendario 1403 | Calendario 1403 | Calendario 1403 | Calendario 1403 | Calendario 1403 | Calendario 1403 | Calendario 1403 | Calendario 1403 | Calendario 1403 | Calendario 1403 | Calendario 1403 | Calendario 1403 | Calendario 1403 | Calendario 1403 | Calendario 1403 | Calendario 1403 | Calendario 1403 | Calendario 1403 | Calendario 1403 | Calendario 1403 | Calendario 1403 | Calendario 1403 | Calendario 1403 | Calendario 1403 | Calendario 1403 | Calendario 1403 | Calendario 1403 | Calendario 1403 | Calendario 1403 |
| --------------- | --------------- | --------------- | --------------- | --------------- | --------------- | --------------- | --------------- | --------------- | --------------- | --------------- | --------------- | --------------- | --------------- | --------------- | --------------- | --------------- | --------------- | --------------- | --------------- | --------------- | --------------- | --------------- | --------------- | --------------- | --------------- | --------------- | --------------- | --------------- | --------------- | --------------- | --------------- | --------------- |
|                 | 1               | 2               | 3               | 4               | 5               | 6               | 7               | 8               | 9               | 10              | 11              | 12              | 13              | 14              | 15              | 16              | 17              | 18              | 19              | 20              | 21              | 22              | 23              | 24              | 25              | 26              | 27              | 28              | 29              | 30              | 31              |                 |
| Gennaio         | Lu              | Ma              | Me              | Gi              | Ve              | Sa              | Do              | Lu              | Ma              | Me              | Gi              | Ve              | Sa              | Do              | Lu              | Ma              | Me              | Gi              | Ve              | Sa              | Do              | Lu              | Ma              | Me              | Gi              | Ve              | Sa              | Do              | Lu              | Ma              | Me              |                 |
| Febbraio        | Gi              | Ve              | Sa              | Do              | Lu              | Ma              | Me              | Gi              | Ve              | Sa              | Do              | Lu              | Ma              | Me              | Gi              | Ve              | Sa              | Do              | Lu              | Ma              | Me              | Gi              | Ve              | Sa              | Do              | Lu              | Ma              | Me              |                 |                 |                 |                 |
| Marzo           | Gi              | Ve              | Sa              | Do              | Lu              | Ma              | Me              | Gi              | Ve              | Sa              | Do              | Lu              | Ma              | Me              | Gi              | Ve              | Sa              | Do              | Lu              | Ma              | Me              | Gi              | Ve              | Sa              | Do              | Lu              | Ma              | Me              | Gi              | Ve              | Sa              |                 |
| Aprile          | Do              | Lu              | Ma              | Me              | Gi              | Ve              | Sa              | Do              | Lu              | Ma              | Me              | Gi              | Ve              | Sa              | Do              | Lu              | Ma              | Me              | Gi              | Ve              | Sa              | Do              | Lu              | Ma              | Me              | Gi              | Ve              | Sa              | Do              | Lu              |                 |                 |
| Maggio          | Ma              | Me              | Gi              | Ve              | Sa              | Do              | Lu              | Ma              | Me              | Gi              | Ve              | Sa              | Do              | Lu              | Ma              | Me              | Gi              | Ve              | Sa              | Do              | Lu              | Ma              | Me              | Gi              | Ve              | Sa              | Do              | Lu              | Ma              | Me              | Gi              |                 |
| Giugno          | Ve              | Sa              | Do              | Lu              | Ma              | Me              | Gi              | Ve              | Sa              | Do              | Lu              | Ma              | Me              | Gi              | Ve              | Sa              | Do              | Lu              | Ma              | Me              | Gi              | Ve              | Sa              | Do              | Lu              | Ma              | Me              | Gi              | Ve              | Sa              |                 |                 |
| Luglio          | Do              | Lu              | Ma              | Me              | Gi              | Ve              | Sa              | Do              | Lu              | Ma              | Me              | Gi              | Ve              | Sa              | Do              | Lu              | Ma              | Me              | Gi              | Ve              | Sa              | Do              | Lu              | Ma              | Me              | Gi              | Ve              | Sa              | Do              | Lu              | Ma              |                 |
| Agosto          | Me              | Gi              | Ve              | Sa              | Do              | Lu              | Ma              | Me              | Gi              | Ve              | Sa              | Do              | Lu              | Ma              | Me              | Gi              | Ve              | Sa              | Do              | Lu              | Ma              | Me              | Gi              | Ve              | Sa              | Do              | Lu              | Ma              | Me              | Gi              | Ve              |                 |
| Settembre       | Sa              | Do              | Lu              | Ma              | Me              | Gi              | Ve              | Sa              | Do              | Lu              | Ma              | Me              | Gi              | Ve              | Sa              | Do              | Lu              | Ma              | Me              | Gi              | Ve              | Sa              | Do              | Lu              | Ma              | Me              | Gi              | Ve              | Sa              | Do              |                 |                 |
| Ottobre         | Lu              | Ma              | Me              | Gi              | Ve              | Sa              | Do              | Lu              | Ma              | Me              | Gi              | Ve              | Sa              | Do              | Lu              | Ma              | Me              | Gi              | Ve              | Sa              | Do              | Lu              | Ma              | Me              | Gi              | Ve              | Sa              | Do              | Lu              | Ma              | Me              |                 |
| Novembre        | Gi              | Ve              | Sa              | Do              | Lu              | Ma              | Me              | Gi              | Ve              | Sa              | Do              | Lu              | Ma              | Me              | Gi              | Ve              | Sa              | Do              | Lu              | Ma              | Me              | Gi              | Ve              | Sa              | Do              | Lu              | Ma              | Me              | Gi              | Ve              |                 |                 |
| Dicembre        | Sa              | Do              | Lu              | Ma              | Me              | Gi              | Ve              | Sa              | Do              | Lu              | Ma              | Me              | Gi              | Ve              | Sa              | Do              | Lu              | Ma              | Me              | Gi              | Ve              | Sa              | Do              | Lu              | Ma              | Me              | Gi              | Ve              | Sa              | Do              | Lu              |                 |